# Кента Кобаяші
Кента Кобаяші (англ. Kenta Kobayashi, нар. 12 березня 1981, Сока, Префектура Сайтама, Японія) — професійний японський реслер. Виступає на підготовчому майданчику NXT. Оскільки Кента колишній кікбоксер, його стиль базується на видовищних ударах та використанні небезпечних прийомів.
Свою кар'єру почав на арені All Japan Pro Wrestling, згодом перейшов у стан Pro Wrestling Noah, де і зажив собі слави.

## Реслінг
- Фінішери
  - Як Хідео Ітамі
    - 540 kick
    - Diving double foot stomp
    - Go 2 Sleep
    - Shotgun Kick

  - Як Кента
    - Busaiku he no Hizageri
    - Game Over
    - Go 2 Sleep
- Улюблені прийоми
  - Як Хідео Ітамі
    - Tornado DDT

  - Як Кента
    - Bridging Tiger suplex
    - Falcon Arrow
    - Fisherman brainbuster
    - Multiple
      - Koutoubu Kick

    - Slingshot leg drop
    - Standing or a running high-angle sitout powerbomb
    - Ura Go 2 Sleep
- Музичний супровід
  - "Art & Life" від Twista featuring Young Chris, Memphis Bleek та Freeway
  - "What You Know (Instrumental)" від T.I.
  - "Enio" від SebastiAn
  - "Tokiwakita (Time Has Come)" від CFO$